# 任弘道
任弘道（1563年—1606年），号见我，河南睢陽衛軍籍，明朝政治人物。

## 生平
萬曆十年（1582年）壬午科河南乡试舉人，二十六年（1598年）戊戌科進士，吏部觀政，二十八年授行人，升司副，三十一年升司正，三十三年歴官至户部郎中，三十四年卒。

## 家族
曾祖任英。祖父任福。父任希古。